# Jernasar Issamatow
Jernasar Issamatow (kirgisisch Ерназар Исаматов; * 2. Dezember 2002 in Bischkek) ist ein kirgisischer Eishockeyspieler, der seit 2023 bei den Richmond Hill Coyotes in der Ontario Super Hockey League spielt.

## Karriere
Jernasar Issamatow begann seine seiner bei Ala-Too Dordoi aus der Stadt Naryn in der kirgisischen Eishockeyliga. 2020 wurde er mit Dordoi Kirgisischer Meister. 2021 ging er nach Nordamerika, wo er zunächst in den Vereinigten Staaten für die Florida Jr. Blades in der United States Premier Hockey League spielte. Nach einem Jahr zog es ihn nach Kanada in die Greater Ontario Junior Hockey League. Dort stand er zunächst bei den Caledonia Corvairs und anschließend bei den St. Thomas Stars auf dem Eis. 2023/24 spielte er bei den North York Renegades in der Greater Metro Hockey League. 2024 wechselte er zu den Richmond Hill Coyotes in die Ontario Super Hockey League.

### International
Im Juniorenbereich spielte Issamatow beim IIHF U20 Challenge Cup of Asia 2018 und 2019, wo er jeweils mit seinem Team die Silbermedaille gewann und 2019 auch zum besten Verteidiger gewählt wurde. Zudem spielte er bei der  und der U20-Weltmeisterschaft der Division III 2022.
Für die kirgisische Herren-Auswahl nahm Issamatow an der Qualifikation zur Weltmeisterschaft der Division III 2019 sowie den Weltmeisterschaften der Division III 2023, als er zum besten Verteidiger des Turniers gewählt wurde, und 2024 teil. Zudem vertrat er seine Farben bei der Olympiaqualifikation für die Winterspiele in Peking 2022 und bei den Winter-Asienspielen 2025.

## Erfolge und Auszeichnungen
- 2020 Kirgisischer Meister mit Ala-Too Dordoi

### International
| - 2018 Silbermedaille beim IIHF U20 Challenge Cup of Asia - 2019 Silbermedaille beim IIHF U20 Challenge Cup of Asia - 2019 Bester Verteidiger beim IIHF U20 Challenge Cup of Asia | - 2022 Aufstieg in die Division III, Gruppe B, bei der Weltmeisterschaft der Division IV - 2023 Aufstieg in die Division III, Gruppe A, bei der Weltmeisterschaft der Division III, Gruppe B - 2023 Bester Verteidiger bei der Weltmeisterschaft der Division III, Gruppe B |